# Clocher de tourmente

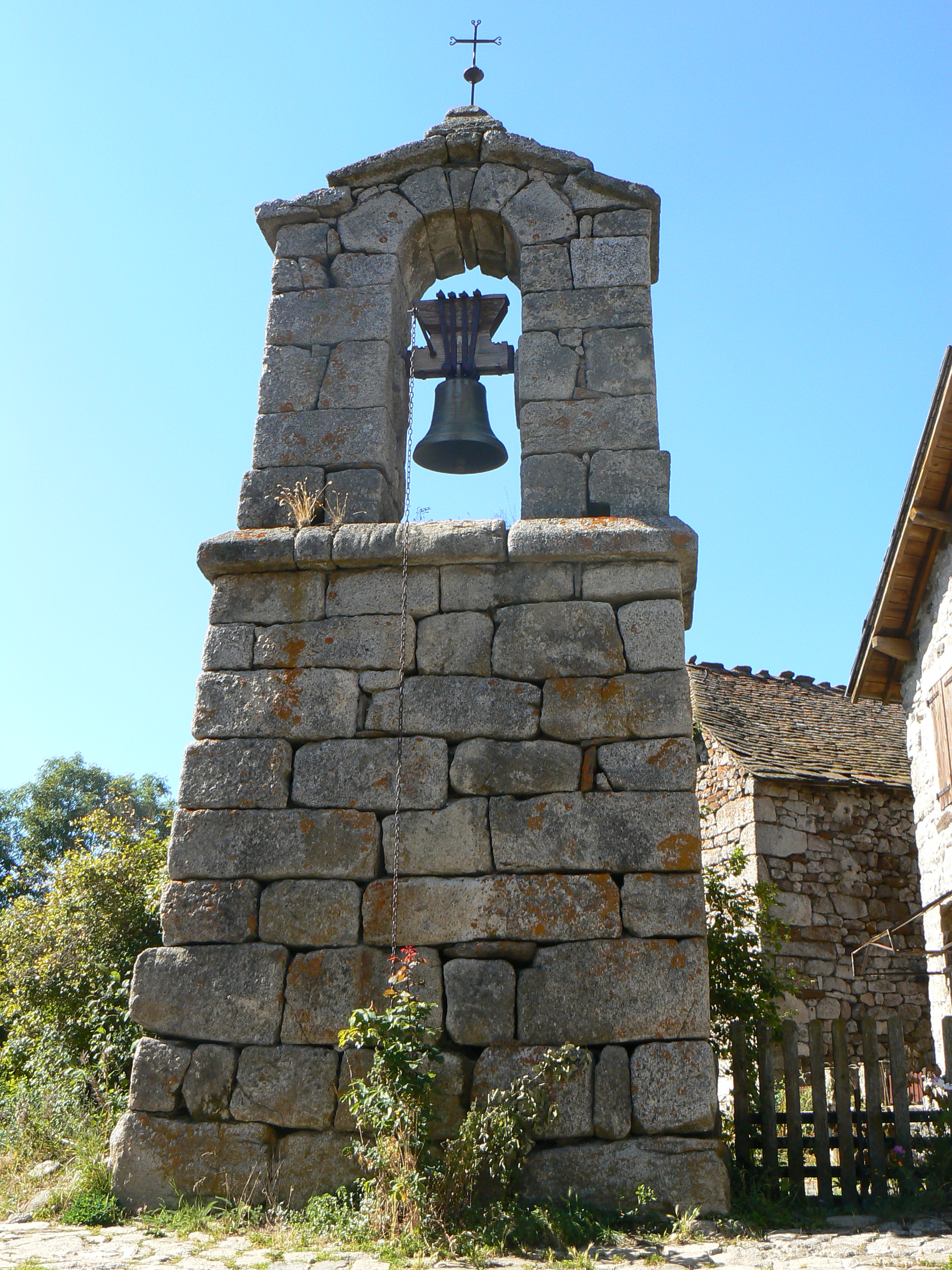
Clocher de tourmente des Sagnes.

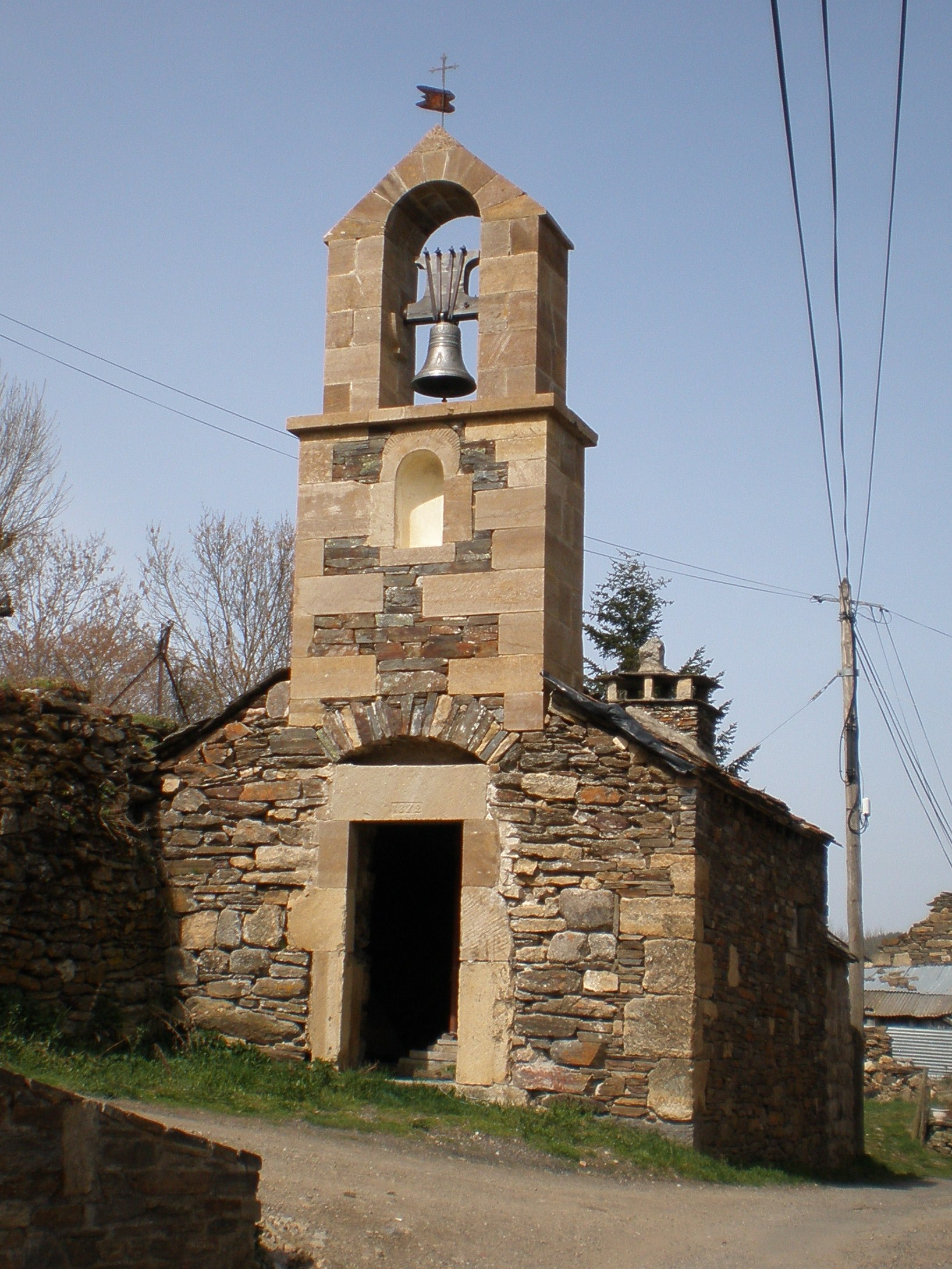
Clocher de tourmente d'Oultet construit sur un four banal.

Le clocher de tourmente est une construction lozérienne particulièrement répandue dans les hameaux situés sur le mont Lozère. Il en existe également un en Ardèche à Borne, au pied du massif du Tanargue.

## Architecture
Il s'agit d'un ouvrage simple de maçonnerie en granite, roche prédominante dans ces massifs, supportant une cloche et souvent surmonté d'une croix. Sur le plan architectural, cet ouvrage est un dérivé du clocher-peigne à une baie.

## Rôles
Bâtis au début du XIXe siècle par les habitants de ces hameaux, le rôle primitif de ces clochers est de permettre aux voyageurs de ne pas s'égarer et périr, si d'aventure ils se retrouvaient pris dans « la tourmente ». Ce terme désigne une redoutable intempérie qui naît en altitude au cours des rudes hivers, lorsque chutes de neige et bourrasques de vents violents se conjuguent. Dès que sévissait la tourmente mais aussi par temps de brouillard, les cloches étaient alors actionnées, parfois nuit et jour, fournissant ainsi un repère sonore aux voyageurs, un peu à la manière d'un phare pour la navigation maritime, afin qu'ils puissent s'orienter vers les habitations.

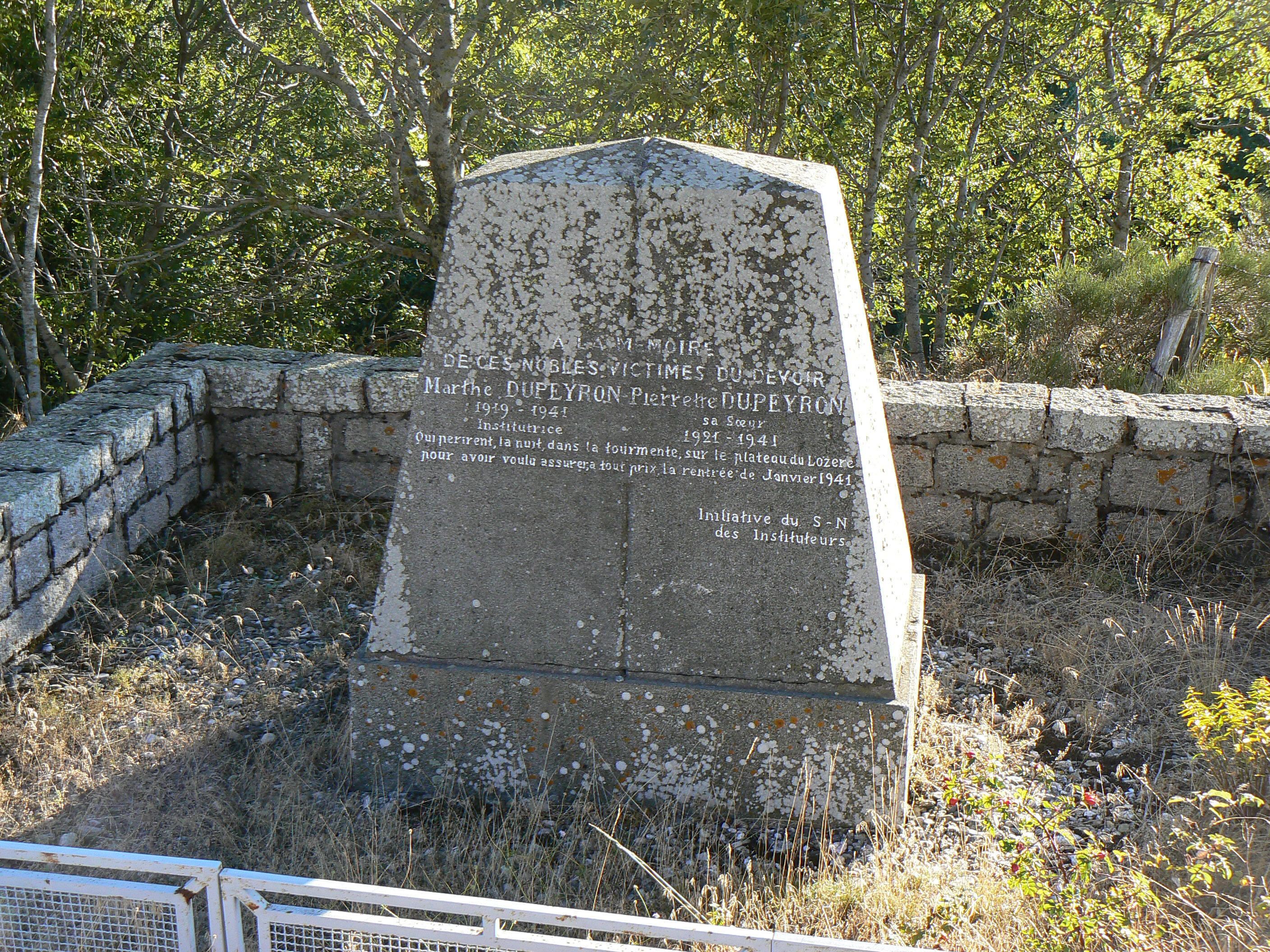
Stèle à la mémoire des sœurs Dupeyron, victimes de la tourmente.

Implantés au cœur des hameaux, les clochers de tourmente en rythment la vie et leur rôle s'étend jusqu'à remplacer l'église dont ils sont dépourvus, ils sont munis d'une petite cloche d'un poids le plus souvent inférieur à cent kilos, contrairement aux cloches des clochers de villages de taille et de poids plus importants. On les utilise alors pour sonner l'angélus ou bien pour marquer des événements comme les naissances et les décès. La croyance locale va même jusqu'à leur prêter des vertus apotropaïques, comme celle de repousser les orages, à la manière des conjuradors des Pyrénées.
Les voies de communication s'étant foncièrement améliorées depuis le XIXe siècle, les cloches ne sonnent désormais plus lorsque règne la tourmente. Pourtant, il arrive que cette dernière fasse encore des victimes. Les plus célèbres dans le pays sont les sœurs Dupeyron, deux institutrices qui trouvèrent la mort en janvier 1941 après avoir perdu leur chemin à proximité du hameau de la Vaissière situé sur la commune des Bondons. Et plus récemment, durant l'hiver 1984, ce sont deux moines skieurs, pris dans la tourmente, qui y laissèrent la vie.

## Classements
Plusieurs de ces clochers de tourmente ont été classés monuments historiques : 
- sur la commune de Saint-Julien-du-Tournel :
  - au hameau des Sagnes[3]
  - au hameau d'Oultet[4]
  - au hameau d'Auriac[5]
- sur la commune de Mas-d'Orcières :
  - au hameau de Servies[6]
- sur la commune de Saint-Étienne-du-Valdonnez :
  - au hameau de la Fage[7].
- sur la commune de Borne en Ardèche :
  - Clocher de tourmente du mas de Truc.

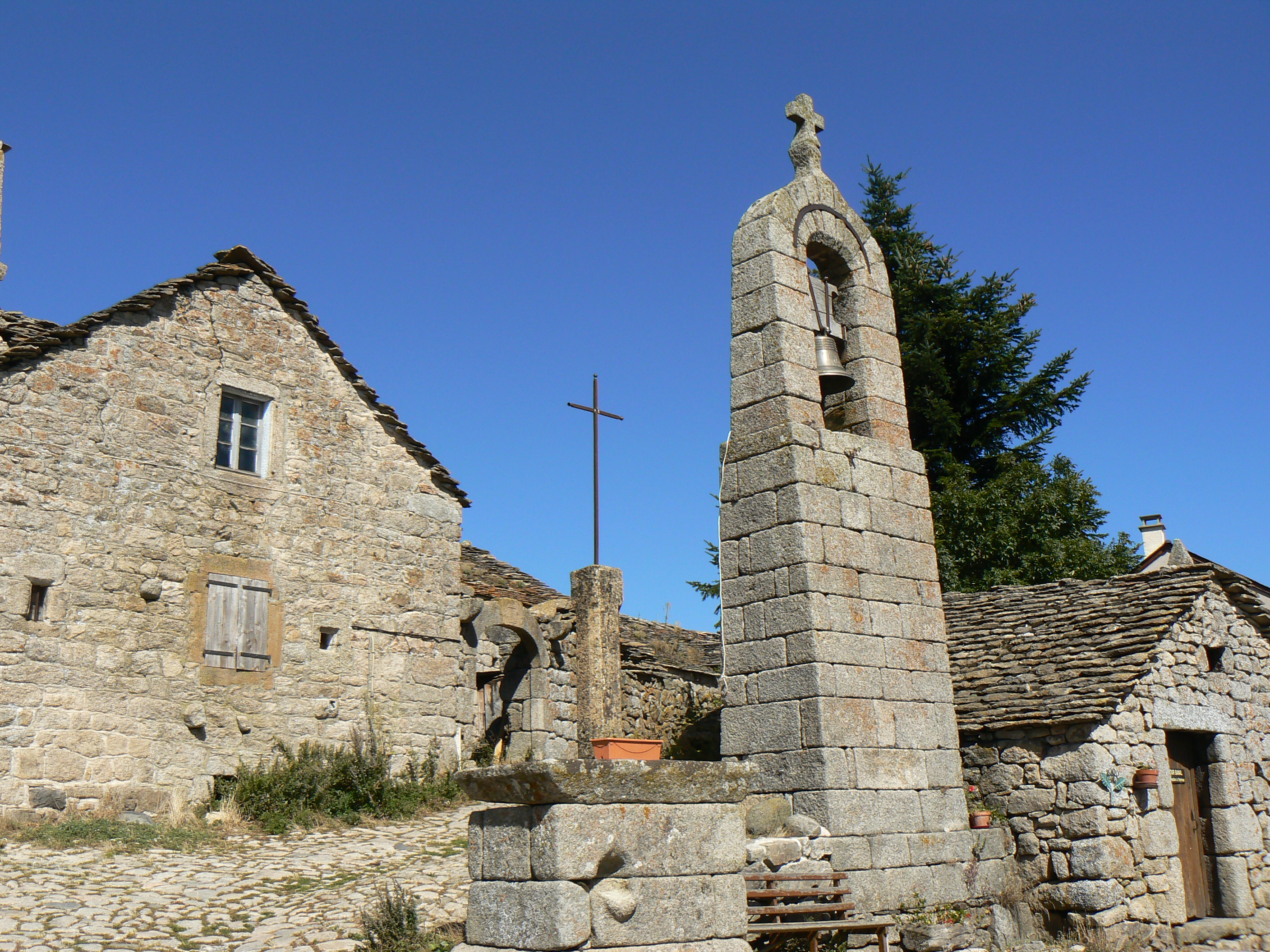
Clocher de tourmente de la Fage.
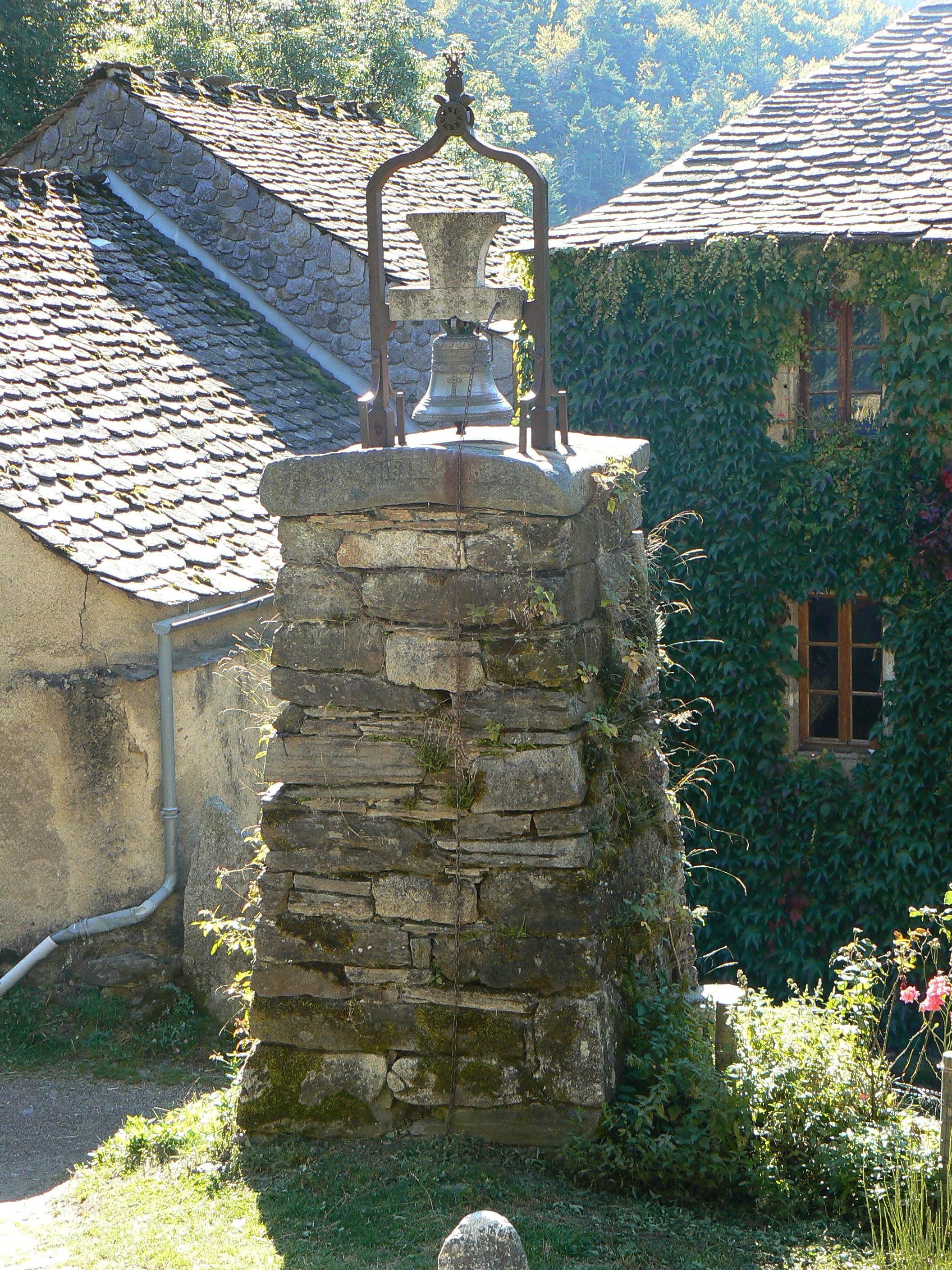
Clocher de tourmente d'Auriac.
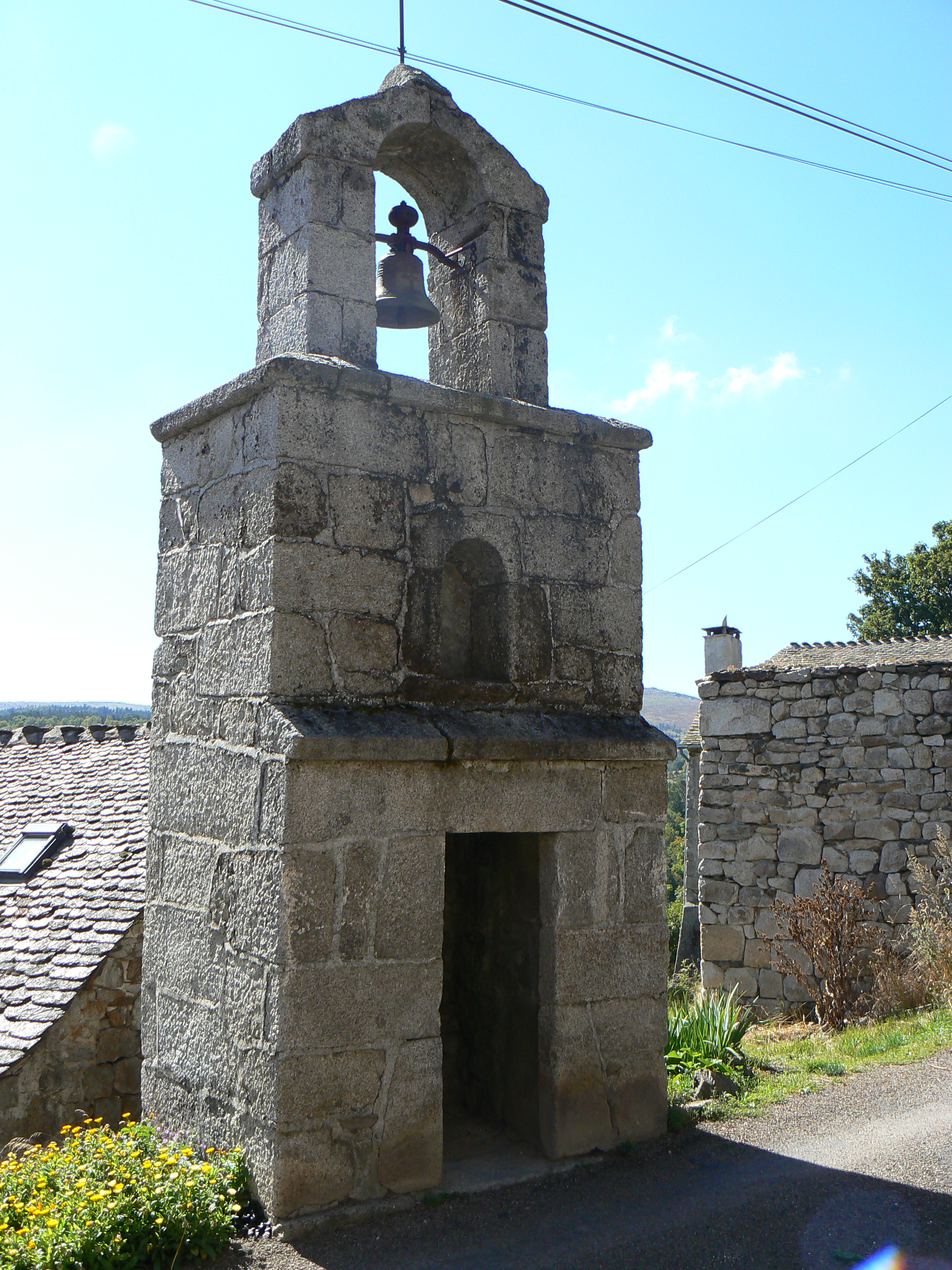
Clocher de tourmente de Servies.
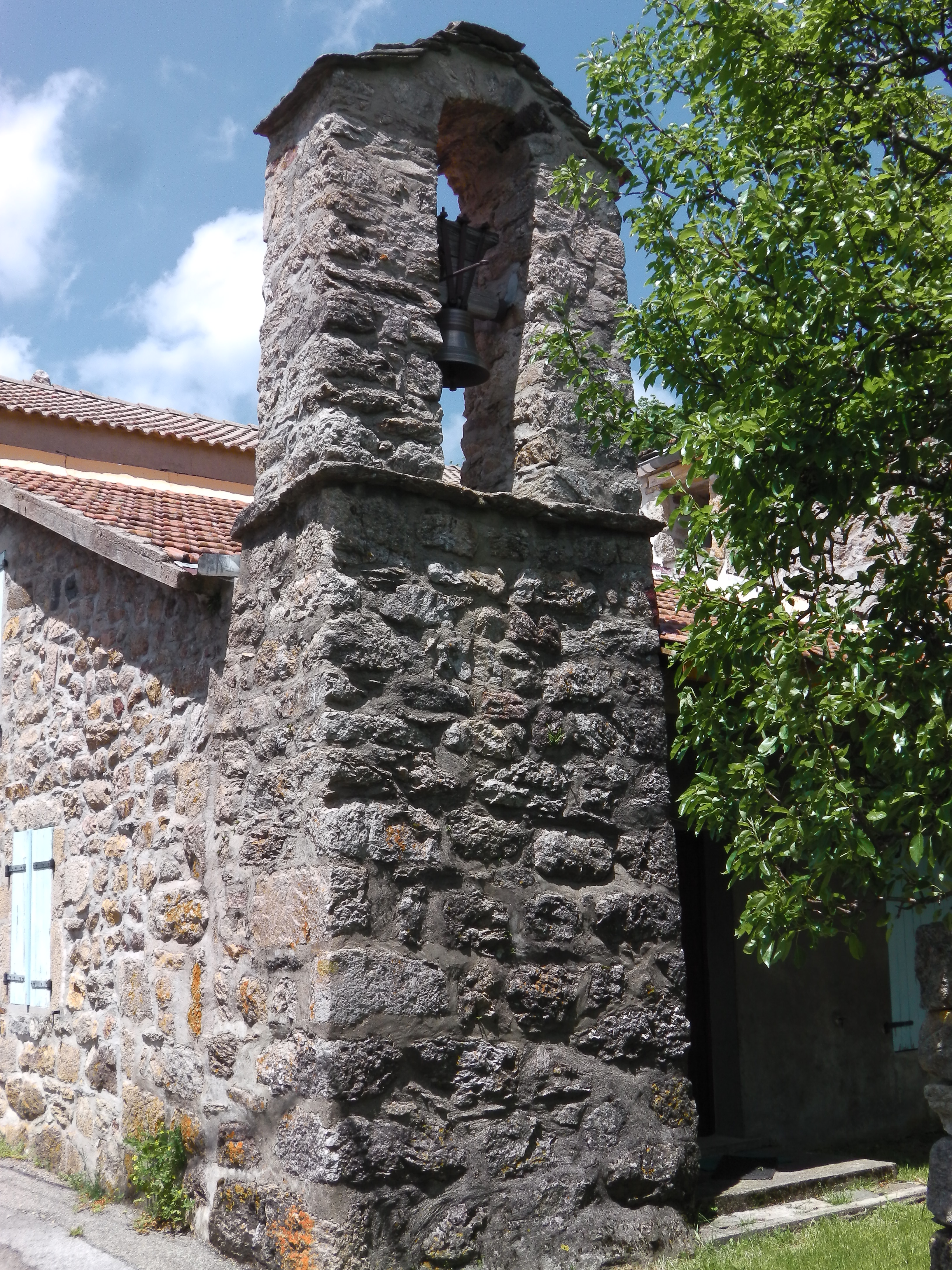
Clocher de tourmente du Mas de Truc (unique clocher de tourmente de l'Ardèche).